# Tetraponera oligocenica
Tetraponera oligocenica är en myrart som först beskrevs av Théobald 1937.  Tetraponera oligocenica ingår i släktet Tetraponera och familjen myror. Inga underarter finns listade i Catalogue of Life.